# Myrcia gigas
Myrcia gigas är en myrtenväxtart som beskrevs av Mcvaugh. Myrcia gigas ingår i släktet Myrcia och familjen myrtenväxter. Inga underarter finns listade i Catalogue of Life.